# Petru
Petru je priimek več znanih Slovencev:
- Peter Petru (1930—1983), arheolog
- Simona Petru, arheologinja
- Sonja Petru (*1931), arheologinja